# Jean-Pierre Renouard
Jean-Pierre Renouard (* 9. Juli 1922 in Paris; † 30. Juni 2014 ebenda) war in der Zeit des Nationalsozialismus ein politischer Häftling und ein Überlebender der Konzentrationslager Neuengamme, Misburg und Bergen-Belsen, der seine Erinnerungen 1993 in dem Werk Un Uniform rayé d’Enfer (Die Hölle gestreift) veröffentlichte.

## Leben und Werk
Zu Beginn des Zweiten Weltkriegs flüchtete Renouard mit seiner Familie nach Südfrankreich, um der deutschen Besatzung von Paris zu entgehen. Sein Vater Pierre Renouard war 1940 zum Präfekt des südfranzösischen Départements Tarn ernannt worden. In der Départementshauptstadt Albi wurden Jean-Pierre Renouard und sein jüngerer Bruder Jacques (1924–1944) im Untergrund aktiv. Nach der deutschen Besetzung der Zone non-occupée setzten die Brüder Renouard ihre Widerstandstätigkeit im Raum Bordeaux fort. Dort wurden Jean-Pierre und Jacques Renouard am 16. Mai 1944 aufgrund einer Denunziation verhaftet und zunächst nach Neuengamme gebracht. Von dort kam Jean-Pierre Renouard in das Neuengammer KZ-Außenlager Misburg bei Hannover, um im Bereich der Erdölraffinerie Deurag-Nerag Schutt zu beseitigen und Wiederaufbauarbeiten zu leisten. Wenige Tage vor Kriegsende wurde er nach Bergen-Belsen überführt, wo er am 15. April 1945 von britischen Truppen befreit wurde.
Von 1951 bis 1953 studierte Renouard in den USA Betriebswirtschaft an der Cornell University in Ithaca (New York). Anschließend war er 40 Jahre in der Erdölbranche tätig und beendete seine berufliche Laufbahn als Vorstandsvorsitzender der französischen Copechim-Gruppe. Danach war er ehrenamtlich für mehrere Dachverbände französischer Widerstandsorganisationen tätig.
Renouard schildert in seinem Werk die Ereignisse aus seinem Leben in kurzen Episoden, die sich chronologisch aneinanderreihen. Er gibt dabei weniger einen allgemeinen Überblick über die Zeit seiner Haft als vielmehr seine persönlichen Erfahrungen wieder. Die Berichte konzentrieren sich zu einem Großteil auf seine Zeit im KZ-Außenlager Misburg in der Zeit zwischen Juli 1944 und April 1945, in dem er mit weiteren internationalen Häftlingen zum Arbeitsdienst verpflichtet worden war. Das Buch wurde in mehrere Sprachen übersetzt, so beispielsweise 1993 und 2012 unter dem englischen Titel My stripes were earned in hell oder 2001 auf Chinesisch als Dai tiao wen de di yu qiu fu.

## Auszeichnungen
- Renouard war Kommandeur der Ehrenlegion und wurde 1946 mit der Médaille de la Résistance ausgezeichnet.
- Er erhielt das Croix de guerre und weitere französische Verdienstorden.
- Für die Veröffentlichung seiner Memoiren erhielt er 1993 einen Preis der Académie française.